# Dasycercus cristicauda
Dasycercus cristicauda é uma espécie de marsupial da família Dasyuridae.
Endêmica da Austrália.
Nome Popular: Mulgara-de-cauda-cristada

## Características
Medem cerca de 13–22 cm de comprimento com uma cauda de 7–13 cm. São Noturnos, tendem a permanecer em lugares com sombras. Seus rins estão altamente desenvolvidos para excretar urina extremamente concentrada, a fim de preservar água, já que são animais que nunca bebem. No gênero já contiveram outras espécies, mas elas foram transferidas para outros gêneros, deixando apenas Dasycercus cristicauda, uma pesquisa recente mostrou que há duas espécies distintas, que são muito semelhantes. O Mulgara-cauda-de-escova (Dasycercus blythi), sinônimo de Dasycercus hilleri, que não tem a cauda cristada, dois pré-molares superiores e seis mamilos. A mulgara-de-cauda-cristada que tem a cauda preta de crista, três pré-molares superiores e oito mamilos e pelagem mais vermelha;

## Hábitos alimentares
São carnivoros ou insetisívoros, intimamente relacionado com o diabo-da-tasmânia e os quoll, que vivem no deserto e matagais da Austrália Central. São Noturnos e se alimentam de insetos, lagartos e filhotes de cobras.

## Características de reprodução
Produzem entre Junho e Setembro e tem ninhadas de 6-7 filhotes. A bolsa compreende em duas pregas laterais na pele.

## Habitat
Vivem nos desertos, matagais xéricos do centro da Austrália;

## Distribuição Geográfica
Parte árida da Austrália, do Noroeste da Austrália Ocidental ao Sudoeste de Queensland, Norte da Austrália Meridional, Território do Norte;